# Goffredo Petrassi
Goffredo Petrassi (Zagarolo, Laci, 16 de juliol de 1904 - Roma, Laci, 3 de març de 2003) va ser un compositor i professor italià.

## Biografia
Des del seu lloc de naixement a Zagarolo, Petrassi es va traslladar a Roma de jove; aquí es va convertir en un nen cantant a la "Schola de San Salvatore a Lauro". Entre els seus companys hi havia Ennio Francia (després mossèn Francia), amic de tota la vida. Als 15 anys esdevingué dependent de la botiga d'articles musicals Grandi, posteriorment assumida per la "FIP - Fabbrica Italiana Pianoforti", i va ser això el que va sorgir la seva gran passió per la música. Així es va matricular al conservatori de Santa Cecilia de Roma, on es va graduar en orgue i composició a principis dels anys trenta sota la direcció de Fernando Germani i Alessandro Bustini.
L'any 1934 Alfredo Casella va dirigir la seva Partita al Festival de la Societat Internacional de Música Contemporània d'Amsterdam: va ser l'inici de la carrera internacional de Petrassi com a compositor. El 1937 va obtenir el càrrec de superintendent del Teatre La Fenice de Venècia, que va deixar al cap de tres anys. El 1939 va obtenir la Càtedra de Composició al Conservatori Santa Cecilia de Roma; el 1946, amb Filiberto Sbardella i Raoul Ricciardi, va fundar la revista periòdica "Movimento Nuovo". L'any 1960 Petrassi va deixar la càtedra per assumir la funció docent en les classes magistrals de composició de l'"Accademia Nazionale di Santa Cecilia", que va mantenir fins al 1978 (va ser el mateix Petrassi qui va escollir el seu successor en aquesta funció, que va ser Franco Donatoni).
Durant la seva llarga carrera docent, Petrassi va tenir innombrables estudiants, entre ells Aldo Clementi, Franco Oppo, Mauro Bortolotti, Wolfango Dalla Vecchia, Robert W. Mann, Kenneth Leighton, Peter Maxwell Davies, Cornelius Cardew, Ennio Morricone, Marcello Panni, Boris Porena, Fausto Razzi, Ivan Vandor, Jesús Villa Rojo, Marcello Giombini, Domenico Guaccero o Daniele Paris.
Durant la seva vida va obtenir nombrosos reconeixements internacionals: va ser nomenat membre de l'Acadèmia de les Arts de Berlín, de l'Académie Royale des Sciences, des Lettres et des Beaux-Arts de Belgique, de l'American Academy and Institute of Arts and Letters de Nova York, de l'Acadèmia Americana de les Arts i les Ciències de Boston, de l'Acadèmia Bavaresa de les Ciències de Munic i de l'Academia Nacional de Bellas Artes de Buenos Aires. També va rebre títols honorífics per la Universitat de Bolonya i la Universitat de Roma "La Sapienza", així com el Premi Príncep Pierre de Mònaco a Montecarlo i el Premi Internacional "Antonio Feltrinelli" de l'Accademia Nazionale dei Lincei de Roma.
El 21 de maig de 1976, el rector de la Universitat de Bolonya Tito Carnacini va concedir a Goffredo Petrassi i Luigi Dallapiccola el títol honorífic en Disciplines de les Arts, la Música i l'Espectacle.
També va ser un gran coneixedor de les arts plàstiques i col·leccionista d'obres d'art del segle xx.
Goffredo Petrassi va morir el 3 de març de 2003 a la seva casa de Roma, als 98 anys.

## Vida privada
Es va casar amb la pintora veneciana Rosetta Acerbi.

## La música
Les primeres obres de Petrassi neixen sota el signe d'un neoclassicisme que fa referència a autors com Ígor Stravinski, Béla Bartók o Paul Hindemith, sense oblidar autors propers a ell com Gian Francesco Malipiero o Alfredo Casella; a partir de mitjans dels anys trenta s'inicia la fase de l'anomenat barroc romà amb obres com el Salm lX, el Magnificat i Quatre himnes sagrats on són ben visibles les reflexions de l'autor sobre l'art contrareformista romà, en particular el de Palestrina.
La producció posterior, a partir del Coro di morti amb un text de Giacomo Leopardi, tot i que encara presenta influències de l'antiga tradició musical italiana (en particular de l'estil dramàtic de Claudio Monteverdi), s'allunya cada cop més d'aquesta estètica neoclàssica, gairebé per evitar quedar atrapat en qualsevol corrent i patir les inevitables limitacions de l'àmbit compositiu; Petrassi emprèn un camí essencialment lliure i autònom, que el portarà a resultats notables en una mena d'abstracció sonora àtona, on la mateixa atonalitat (al qual l'autor mai s'adherirà en el sentit programàtic) és considerat com un dels els molts mitjans possibles instruments expressius útils per explicar el propi univers sonor.
Aquest camí s'explica molt bé per la sèrie de vuit Concerts per a orquestra, composts durant un període de quaranta anys, des del 1934 fins al 1972, en què des de les influències inicials casellianes i stravinskianes (el musicòleg Massimo Mila fins i tot va trobar paral·lelismes amb l'arquitectura "quadrada"), de Marcello Piacentini) arribem a un llenguatge experimental molt més avançat.
La seva curiositat intel·lectual el va empènyer diverses vegades cap al teatre musical: va compondre les òperes Il Cordovano (basades en un text de Cervantes traduït per Eugenio Montale) i Morte dell'aria, un acte breu amb llibret del seu amic pintor Toti Scialoja, i els ballets La Bogeria d'Orlando i Retrat del Quixot, nascuts gràcies a la col·laboració amb el coreògraf Aurel Millos, que posteriorment va crear coreografies sobre altres músiques petrassianes, originàriament destinades a l'actuació concertística (Estri i Vuitè Concert per a orquestra).
Finalment, cal recordar que Petrassi també es va dedicar a la música de cinema, tot i haver expressat ell mateix moltes reserves sobre aquest gènere: de fet sempre va admetre que s'hi va dedicar per motius purament econòmics.

## Composicions
Per la seva llarga llista de composicions, aneu al seu arxiu de la Viquipèdia italiana.